# Ophrestia lyallii
Ophrestia lyallii là một loài thực vật có hoa trong họ Đậu. Loài này được (Benth.) Verdc. miêu tả khoa học đầu tiên.